# Adelowalkeria caeca
Adelowalkeria caeca är en fjärilsart som beskrevs av Lemaire 1969. Adelowalkeria caeca ingår i släktet Adelowalkeria och familjen påfågelsspinnare. Inga underarter finns listade i Catalogue of Life.